# 新興国競技大会
新興国競技大会（しんこうこくきょうぎたいかい、英語: The Games of the New Emerging Forces, 略称：GANEFO）は、オリンピックに対抗するものとして1963年11月にインドネシアで開催されたスポーツ大会。

## 概要
いわゆる「新興国」（主に新しく独立した第三世界）のスポーツ選手のための大会で、その憲章では政治とスポーツが密接な関係であることが明らかにされた。

### インドネシアのIOC脱退とGANEFO
開催のきっかけは1962年8月にジャカルタで開催された1962年アジア競技大会にインドネシア政府の方針でイスラエルと中華民国が招待されなかったことが問題となったことによる。当時、インドネシア大統領のスカルノはアラブ諸国への宗教的親近感、特に社会主義国家建設における中華人民共和国への親近感を明らかにしていた（北京＝ジャカルタ枢軸）。1961年にインドネシアは国連から脱退し、中国とともに「第二国連」構想を進めており、後の1965年には中国と新興勢力会議（CONEFO）を結成することになる。
このような方針は政治をスポーツから切り離すように努めてきた国際オリンピック委員会（IOC）の理念に抵触するものであった。また、中華人民共和国は中華民国がIOC加盟国として存続することを否定していたためにIOCから脱退した状態であった。そこでIOC、国際陸上競技連盟 (IAAF)、国際ウエイトリフティング連盟 (IWF) は第4回アジア大会は正式競技大会としては認めないとの方針を表明した。
1962年12月に中華人民共和国とインドネシアはアジア・アフリカの新興国と競技大会を開催準備するとしてIOCを牽制する共同声明を発表した。
1963年4月にはIOCがインドネシアのIOC加盟国としての資格停止（オリンピック出場停止）を決議、これに対抗しアラブ諸国12ヶ国が1964年東京オリンピックのボイコットを示唆するなどの対立が強まった。
インドネシアはIOCを脱退し、同年4月28日には社会主義国、アラブ諸国、アフリカ諸国に呼びかけてオリンピックに対抗しうる総合競技大会を開催することを発表し、当初は中華人民共和国・インドネシア・カンボジア・イラク・ギニア・マリ・パキスタン・北ベトナム・ソビエト連邦の10カ国だったが、同年11月にはさらに36カ国も参加した。
そこで、IOCや、IAAF、国際水泳連盟（FINA）といった国際競技連盟（IF）はGANEFOに出場する選手は資格が停止されオリンピックに参加する資格を失うと宣言した。

### 第1回新興国競技大会
第1回新興国競技大会は1963年11月10日から13日までジャカルタで開催され、中華人民共和国、ソ連、アフガニスタン、アルバニア、アルジェリア、アルゼンチン、ベルギー、ボリビア、ブラジル、ブルガリア、ビルマ、カンボジア、チリ、セイロン、キューバ、チェコスロバキア、北朝鮮、ドミニカ共和国、フィンランド、フランス、東ドイツ、ギニア、ハンガリー、インドネシア、イラク、イタリア、日本、ラオス、レバノン、メキシコ、モンゴル、モロッコ、オランダ、ナイジェリア、パキスタン、フィリピン、ポーランド、マリ、ルーマニア、サウジアラビア、セネガル、ソマリア、タイ、チュニジア、北ベトナム、アラブ連合共和国、ウルグアイ、ユーゴスラビア、パレスチナ など51ヶ国2700人 が参加した。日本からもGANEFO国内委員会が設立され選手が参加している。尚、この国内委員会は当時の日本体育協会とは無関係の団体であった。また諸国からの参加も、社会主義国家に親近感を抱く大学等が国を代表しているとしているものがあった。
中華人民共和国からは有力選手が出場し、最も多くのメダルを獲得した。一方、ソ連は社会主義国家の団結を示すためにGANEFOに選手を派遣したが、IOCにおいて立場を悪くしないためにこれらの選手はオリンピックに出場するレベルの選手ではなかった。陸上競技、重量挙げ、アーチェリーにおいては世界記録が樹立されている。
| 順    | 国・地域               | 金 | 銀 | 銅 | 計  |
| ----- | ---------------------- | -- | -- | -- | --- |
| 1     | 中国                   | 68 | 58 | 45 | 171 |
| 2     | ソビエト連邦           | 27 | 21 | 9  | 57  |
| 3     | インドネシア           | 21 | 25 | 35 | 81  |
| 4     | アラブ連合共和国       | 22 | 18 | 12 | 52  |
| 5     | 朝鮮民主主義人民共和国 | 13 | 15 | 24 | 52  |
| 6     | アルゼンチン           | 5  | 0  | 4  | 9   |
| 7     | 日本                   | 4  | 10 | 14 | 28  |
| 8     |                        |    |    |    |     |
| Total |                        |    |    |    |     |

### アジア新興国競技大会
1965年に入り、インドネシア国内での反共主義的なスハルトの台頭（9月30日事件の発生）に伴いインドネシアと中華人民共和国の蜜月は消えるも、中華人民共和国は新興国競技大会の存続を図り、北京を本部に「アジア新興国競技大会」に改め、1967年にエジプトのカイロで開催が計画されていた第2回大会は1966年11月25日から12月6日までカンボジアのプノンペンで親中派のノロドム・シハヌーク国王が代わって開催することになった。参加国は前回の51カ国から、中華人民共和国、カンボジア、モンゴル、セイロン、日本、インドネシア、イラク、ラオス、北朝鮮、レバノン、パキスタン、パレスチナ、ネパール、シンガポール、シリア、北ベトナム、 イエメンの17カ国まで減った。大会期間中に北朝鮮代表で元在日朝鮮人であったボクサーの金貴河（日本名:金田森男）が日本大使館に亡命未遂事件を起こした。
| 順    | 国・地域               | 金  | 銀 | 銅 | 計  |
| ----- | ---------------------- | --- | -- | -- | --- |
| 1     | 中国                   | 108 | 57 | 34 | 199 |
| 2     | 朝鮮民主主義人民共和国 | 30  | 42 | 32 | 104 |
| 3     | カンボジア             | 10  | 42 | 10 | 62  |
| 4     | 日本                   | 10  | 12 | 8  | 30  |
| 5     |                        |     |    |    |     |
| Total |                        |     |    |    |     |

### GANEFOと日本
日本国内においては日本オリンピック委員会（JOC）は1963年のGANEFOには参加しないことを決定。参加した選手は国際大会への参加資格を失うほか、国内の国民体育大会への参加資格も剥奪された。従って、日本はメダルを少なからず獲得したものの、その国内団体は日本体育協会とは無関係の団体である。